# Katie Moon
Katie Moon, född Nageotte den 13 juni 1991, är en amerikansk friidrottare som tävlar i stavhopp.

## Karriär
Vid världsmästerskapen i friidrott år 2023 i Budapest vann Moon guld i stavhopp, vilket var en upprepning från världsmästerskapen i friidrott år 2022. Hon vann även guld vid olympiska sommarspelen 2020 i samma gren. Vid OS 2024 tog hon silver i stavhopp.